# 물장수

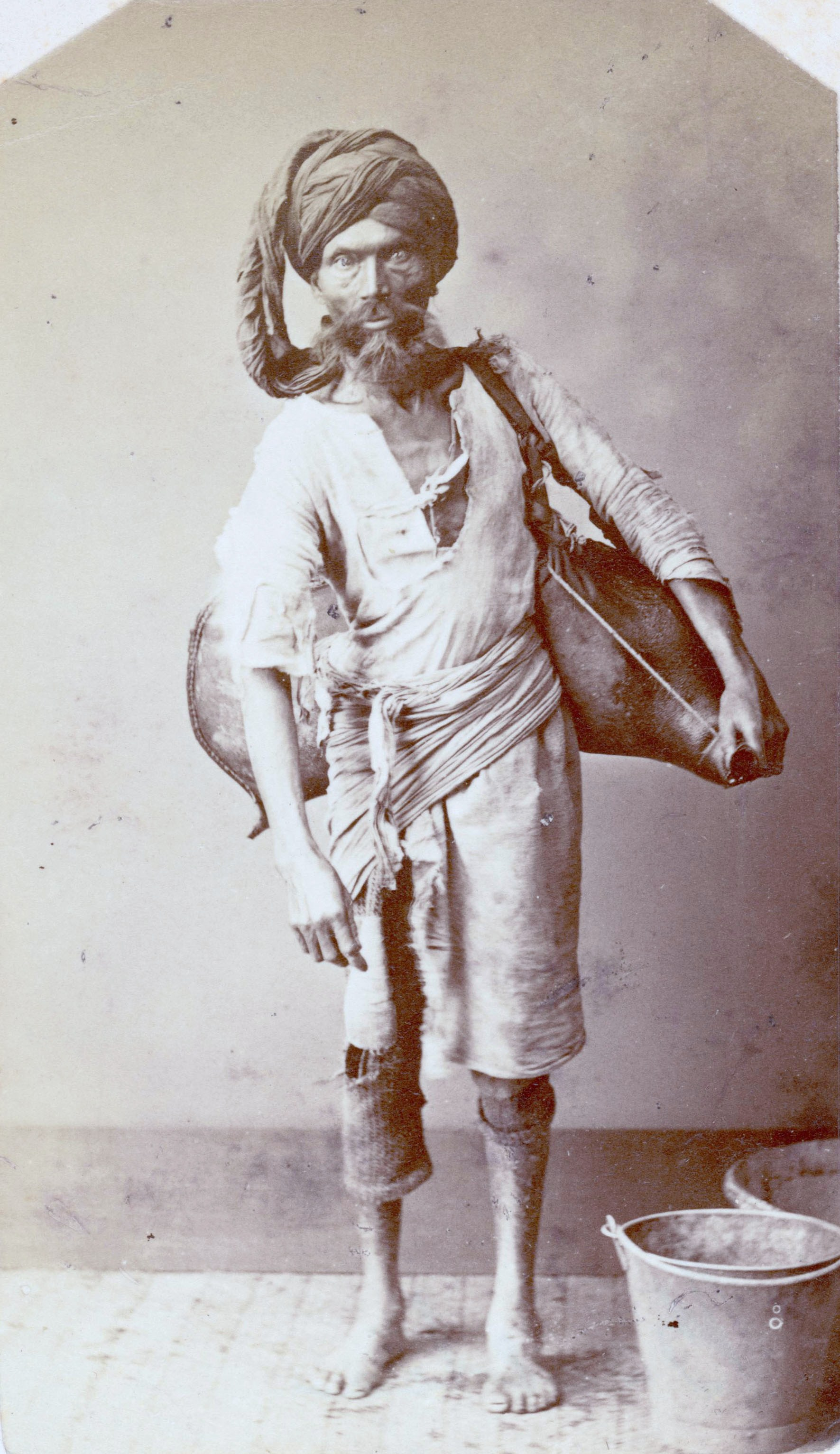
인도의 물장수

물장수(Water carrier)는 중앙 물공급시스템이 출현하기 전에 존재했던 전문직이다. 물장수는 강, 우물, 물펌프 등에서 물을 모아서 사람들이 사는 가정으로 배송하였다. 파이프망이 건조된 이후 물장수라는 직업은 불필요하게 되거나 사라졌다.
청나라 말기 청두시에서는 1000명이 넘는 사람들이 물장수로 종사했다.

## 같이 보기
- 보병궁

## 참고 자료
- R.R. Rakimov, Музей антропологии и этнографии им. Петра Великого (Кунсткамера) (2009). 《Центральная Азия: традиция в условиях перемен》. Центральная Азия: традиция в условиях перемен v. 2. Nauka. 365쪽.
- A.N. Angelakis, L.W. Mays, D. Koutsoyiannis (2012). 《Evolution of Water Supply Through the Millennia》. IWA Publishing. 209쪽. ISBN 9781843395409.